# Округ Грант (Кентаки)
Округ Грант (енгл. Grant County) је округ у америчкој савезној држави Кентаки.

## Демографија
По попису из 2010. године број становника је 24.662, што је 2.278 (10,2%) становника више него 2000. године.
| Група             | 2000.          | 2010.          |
| Белци             | 21.863 (97,7%) | 23.545 (95,5%) |
| Афроамериканци    | 57 (0,3%)      | 178 (0,7%)     |
| Азијати           | 66 (0,3%)      | 80 (0,3%)      |
| Хиспаноамериканци | 232 (1,0%)     | 577 (2,3%)     |
| Укупно            | 22.384         | 24.662         |